# Bente

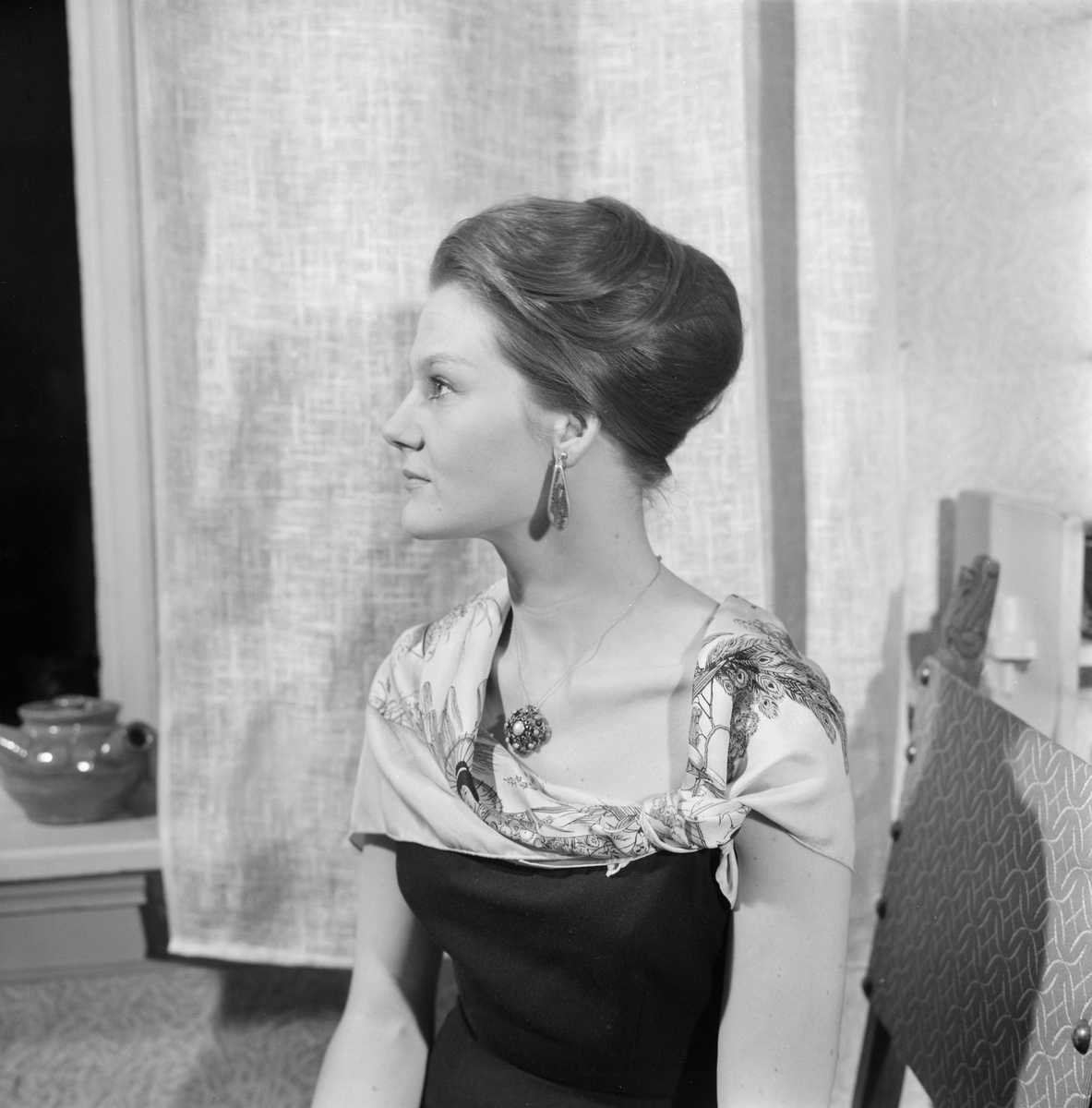
Bente Børsum

Bente är en dansk och norsk form av det latinska kvinnonamnet Benedikta. Det äldsta belägget i Sverige är från år 1374.
Den 31 december 2014 fanns det totalt 704 kvinnor folkbokförda i Sverige med namnet Bente, varav 510 bar det som tilltalsnamn.
Namnsdag: saknas

## Personer med namnet Bente
- Bente Børsum, norsk skådespelare
- Bente Clod, dansk författare
- Bente Dessau, dansk skådespelare
- Bente Erichsen, norsk regissör
- Bente Geving, norsk konstnär
- Bente Juncker, dansk politiker
- Bente Kvitland, norsk fotbollsspelare
- Bente Lykke Møller, dansk scenograf
- Bente Nordby, norsk fotbollsspelare
- Bente Pedersen, norsk författare
- Bente Schramm, svensk videobloggare
- Bente Skari, norsk skidåkare